# Frecuencias de afinación del piano

Teclado de un piano con las notas del pentagrama que le corresponden según su registro.

La frecuencia de afinación del piano se consigue partiendo como base del sonido la 440, elegido por convención.
A continuación se muestran las teclas de un piano virtual estándar con 88 teclas con las frecuencias, en ciclos por segundo (Hz), de cada nota. Esta distribución de las frecuencias se conoce como temperamento igual, es decir, la octava está dividida en 12 semitonos perfectamente iguales (desde el punto de vista logarítmico). Cada tono se obtiene multiplicando el anterior por la raíz duodécima de dos. Por ejemplo, normalmente el la de la octava central del piano (la3 según la notación franco-belga) es sintonizado a 440 Hz. Para obtener el siguiente semitono (la♯), es necesario multiplicar 440 Hz por la raíz duodécima de 2. Para pasar de la a si (es decir, dos semitonos), es necesario multiplicar 440 por la raíz duodécima de 2 elevado al cuadrado.
Estas frecuencias corresponden a un piano teórico ideal. En un piano real, la relación entre semitonos es ligeramente mayor, especialmente en los extremos inferior y superior, debido al espesor de cuerda que causa inarmonía por la fuerza requerida para doblar la cuerda de piano de acero, incluso en ausencia de tensión. Este efecto es conocido a veces como octava extendida y el patrón de desviación se llama curva de Railsback. (Véase el artículo afinación del piano).

## Piano virtual
| Número de tecla | Notación franco-belga | Notación anglosajona | Frecuencia (Hz). |
| --------------- | --------------------- | -------------------- | ---------------- |
| 88              | do7                   | C8                   | 4186,01          |
| 87              | si6                   | B7                   | 3951,07          |
| 86              | la♯6/si♭6             | A♯7/B♭7              | 3729,31          |
| 85              | la6                   | A7                   | 3520,00          |
| 84              | sol♯6/la♭6            | G♯7/A♭7              | 3322,44          |
| 83              | sol6                  | G7                   | 3135,96          |
| 82              | fa♯6/sol♭6            | F♯7/G♭7              | 2959,96          |
| 81              | fa6                   | F7                   | 2793,83          |
| 80              | mi6                   | E7                   | 2637,02          |
| 79              | re♯6/mi♭6             | D♯7/E♭7              | 2489,02          |
| 78              | re6                   | D7                   | 2349,32          |
| 77              | do♯6/re♭6             | C♯7/D♭7              | 2217,46          |
| 76              | do6                   | C7                   | 2093,00          |
| 75              | si5                   | B6                   | 1975,53          |
| 74              | la♯5/si♭5             | A♯6/B♭6              | 1864,66          |
| 73              | la5                   | A6                   | 1760,00          |
| 72              | sol♯5/la♭5            | G♯6/A♭6              | 1661,22          |
| 71              | sol5                  | G6                   | 1567,98          |
| 70              | fa♯5/sol♭5            | F♯6/G♭6              | 1479,98          |
| 69              | fa5                   | F6                   | 1396,91          |
| 68              | mi5                   | E6                   | 1318,51          |
| 67              | re♯5/mi♭5             | D♯6/E♭6              | 1244,51          |
| 66              | re5                   | D6                   | 1174,66          |
| 65              | do♯5/re♭5             | C♯6/D♭6              | 1108,73          |
| 64              | do5                   | C6                   | 1046,50          |
| 63              | si4                   | B5                   | 987,767          |
| 62              | la♯4/si♭4             | A♯5/B♭5              | 932,328          |
| 61              | la4                   | A5                   | 880,000          |
| 60              | sol♯4/la♭4            | G♯5/A♭5              | 830,609          |
| 59              | sol4                  | G5                   | 783,991          |
| 58              | fa♯4/sol♭4            | F♯5/G♭5              | 739,989          |
| 57              | fa4                   | F5                   | 698,456          |
| 56              | mi4                   | E5                   | 659,255          |
| 55              | re♯4/mi♭4             | D♯5/E♭5              | 622,254          |
| 54              | re4                   | D5                   | 587,330          |
| 53              | do♯4/re♭4             | C♯5/D♭5              | 554,365          |
| 52              | do4                   | C5                   | 523,251          |
| 51              | si3                   | B4                   | 493,883          |
| 50              | la♯3/si♭3             | A♯4/B♭4              | 466,164          |
| 49              | la3                   | A4 (la 440)          | 440,000          |
| 48              | sol♯3/la♭3            | G♯4/A♭4              | 415,305          |
| 47              | sol3                  | G4                   | 391,995          |
| 46              | fa♯3/sol♭3            | F♯4/G♭4              | 369,994          |
| 45              | fa3                   | F4                   | 349,228          |
| 44              | mi3                   | E4                   | 329,628          |
| 43              | re♯3/mi♭3             | D♯4/E♭4              | 311,127          |
| 42              | re3                   | D4                   | 293,665          |
| 41              | do♯3/re♭3             | C♯4/D♭4              | 277,183          |
| 40              | do3                   | C4 (do central)      | 261,626          |
| 39              | si2                   | B3                   | 246,942          |
| 38              | la♯2/si♭2             | A♯3/B♭3              | 233,082          |
| 37              | la2                   | A3                   | 220,000          |
| 36              | sol♯2/la♭2            | G♯3/A♭3              | 207,652          |
| 35              | sol2                  | G3                   | 195,998          |
| 34              | fa♯2/sol♭2            | F♯3/G♭3              | 184,997          |
| 33              | fa2                   | F3                   | 174,614          |
| 32              | mi2                   | E3                   | 164,814          |
| 31              | re♯2/mi♭2             | D♯3/E♭3              | 155,563          |
| 30              | re2                   | D3                   | 146,832          |
| 29              | do♯2/re♭2             | C♯3/D♭3              | 138,591          |
| 28              | do2                   | C3                   | 130,813          |
| 27              | si1                   | B2                   | 123,471          |
| 26              | la♯1/si♭1             | A♯2/B♭2              | 116,541          |
| 25              | la1                   | A2                   | 110,000          |
| 24              | sol♯1/la♭1            | G♯2/A♭2              | 103,826          |
| 23              | sol1                  | G2                   | 97,9989          |
| 22              | fa♯1/sol♭ 1           | F♯2/G♭2              | 92,4986          |
| 21              | fa1                   | F2                   | 87,3071          |
| 20              | mi1                   | E2                   | 82,4069          |
| 19              | re♯1/mi♭1             | D♯2/E♭2              | 77,7817          |
| 18              | re1                   | D2                   | 73,4162          |
| 17              | do♯1/re♭1             | C♯2/D♭2              | 69,2957          |
| 16              | do1                   | C2                   | 65,4064          |
| 15              | si0                   | B1                   | 61,7354          |
| 14              | la♯0/si♭0             | A♯1/B♭1              | 58,2705          |
| 13              | la0                   | A1                   | 55,0000          |
| 12              | sol♯0/la♭0            | G♯1/A♭1              | 51,9130          |
| 11              | sol0                  | G1                   | 48,9995          |
| 10              | fa♯0/sol♭0            | F♯1/G♭1              | 46,2493          |
| 9               | fa0                   | F1                   | 43,6536          |
| 8               | mi0                   | E1                   | 41,2035          |
| 7               | re♯0/mi♭0             | D♯1/E♭1              | 38,8909          |
| 6               | re0                   | D1                   | 36,7081          |
| 5               | do♯0/re♭0             | C♯1/D♭1              | 34,6479          |
| 4               | do0                   | C1                   | 32,7032          |
| 3               | si-1                  | B0                   | 30,8677          |
| 2               | la♯-1/si♭-1           | A♯0/B♭0              | 29,1353          |
| 1               | la-1                  | A0                   | 27,5000          |